# De bronzen sleutel
De bronzen sleutel is het zestiende stripverhaal uit de reeks van Suske en Wiske. Het is geschreven en getekend door Willy Vandersteen. Het werd van 2 maart 1950 tot en met 2 mei 1951 gepubliceerd in het stripweekblad Kuifje, als onderdeel van de blauwe reeks.
De eerste albumuitgave, destijds in de blauwe reeks, was in 1952. De bronzen sleutel was eigenlijk het tweede verhaal in deze serie, maar kreeg hier nummer 1 omdat het vorige blauwe reeks-verhaal (Het Spaanse spook) als 0 was genummerd. In 1971 verscheen De bronzen sleutel ook in de Vierkleurenreeks, hier met nummer 116. Daarbij werden enkele pagina's weggelaten om aan de standaardnorm van 58 pagina's te voldoen. In 1994 werd de integrale versie van het verhaal alsnog heruitgebracht, in de reeks Suske en Wiske Klassiek.

## Locaties
- Een hotel in Manton[2], rond en in de Middellandse Zee, Cap Sint Martin[3], Mocano[4], bureau van het hoofd van politie van Mocano, het prinselijk paleis[5], een verlaten vissershut, een tropische tuin[6], het oceanografisch museum[7], een grot met bronzen poort onder Mocano[8], België.

## Personages
- Suske, Wiske, Lambik, prins René III[9], Prosper (reuzenmerou) met vrouw en kind, Brocca (spion), Rongoir, man met rood masker, regimentsdokter, Rongoir, medewerkers museum, dokter, zusters, een brachiosaurus.

## Het verhaal
Suske, Wiske en Lambik zijn op vakantie in Manton aan de Middellandse Zee. Lambik krijgt een telegram van een graaf waarin staat dat hij naar Mocano moet komen. Suske en Wiske gaan duiken bij Cap Sint Martin en Lambik leest een informatieblaadje over het dwergstaatje Mocano. Er staat dat in de tiende eeuw de Arabieren werden verdreven. De huidige vorst is prins René III en de bevolking leeft van toerisme.
Lambik duikt vervolgens ook en jaagt op de reuzenmerou, Prosper. Hij wordt door het dier meegesleurd in de richting van Mocano. Lambik wordt gered door een andere duiker en zoekt naar diens bronzen sleutel in het water, waar Suske en Wiske vervolgens voorkomen dat die in de handen van een spion valt. Daarna gaan ze Mocano bekijken. Op een terras bij het prinselijk paleis gaat de telefoon. De duiker geeft Lambik opdracht om tegen middernacht in de tropische tuin te komen om de sleutel af te geven. De spion stuurt Yuan op de kinderen af en ontvoert ze, en Lambik volgt direct. Suske en Wiske worden naar een verlaten vissershut gebracht. Brocca luistert hun gesprekken af en hoort over de afspraak in de exotische tuin. Ze hebben een spion aan het hof die een document heeft ontdekt waarop een grot is getekend. In het paleis aangekomen vertelt Lambik alles, maar dan blijkt degene die hij voor de prins houdt in werkelijkheid een spion te zijn (Rongoir, luitenant van de wacht). Lambik kan door het raam ontkomen. 's Nachts brengt hij de sleutel naar de duiker, 'Het Rode Masker' genoemd.
Brocca schiet de man met het rode masker in zijn schouder en de sleutel wordt door Prosper ingeslikt. Suske en Wiske en Lambik treffen elkaar in de tuinen en ze vertellen wat er is gebeurd. Rongoir wil de safe openen, maar wordt door de man met het rode masker verdoofd. Hij haalt het document uit de safe en neemt Rongoir mee in een geheime gang achter een schilderij. Rongoir wordt in een kist afgeleverd bij Brocca, maar het plan van de grot blijkt per ongeluk meegeleverd te zijn. Lambik valt binnen, maar wordt neergeslagen en de mannen vluchten naar het jacht van Brocca. Lambik komt de volgende ochtend pas bij en belt Het Rode Masker, die vertelt dat hij zich moet melden bij de prins. Prins René III benoemt Lambik tot zijn nieuwe luitenant. De prins vertelt Lambik dat sultan Rammelkhar in de twaalfde eeuw een bronzen poort liet bouwen, maar de reden is geheim. De ex-luitenant Rongair, denkt dat er een schat is verborgen is vanwege een oud geschrift dat de woorden ´goud´ en ´macht´ toont in verband met de poort. Lambik moet nu de orde handhaven, op Prosper jagen om de sleutel terug te vinden en de boeven aanhouden. De prins vertrekt en de vrienden gaan naar de zee. Als Wiske duikt, zien Lambik en Suske een boot met de boeven aan boord. Wiske ziet een pijlstaartrog en komt in een grot terecht waar ze Prosper met vrouw en kind vindt. Een inktvis valt Wiske aan, maar de vrouw en het kindje beschermen haar. Wiske wordt bewusteloos aangetroffen en in het paleis verzorgd.
De regimentsdokter ziet dat Wiske hoge koorts heeft. Wiske vertelt de anderen dat Prosper ziek is door de ingeslikte sleutel. Lambik belt met het oceanografisch museum en de volgende ochtend vertrekt hij met een vissersboot waarmee ze Prosper naar boven takelen. De zieke vis wordt naar het museum gebracht waar de dokter hem opereert, maar de sleutel wordt daarna gestolen. Rongoir duikt en vindt de grot, terwijl Wiske wakker wordt van gedreun en de geheime gang achter het schilderij vindt. Het Rode Masker merkt dat er een indringer in de grot is en opent een val, waar Rongoir zo bang van wordt dat hij naar de boot teruggaat. Wiske vindt ondertussen de boot van Het Rode Masker en wil kijken wat er in de zak zit. Haar kandelaar wordt echter omgegooid en als het weer licht wordt is de zak verdwenen. Lambik wordt in het paleis wakker, waar Wiske hem vindt, en ze gaan samen de gang weer in, waar ze Het Rode Masker, gewond geraakt door een sidderrog, vinden. Hij vraagt Lambik aan boord van de destroyer van de prinselijke vloot te gaan en Suske en Wiske de laatste zak naar de grot te brengen. Lambik valt met de vloot het schip van de boeven aan, maar die kan ontkomen.
Suske en Wiske gaan met de zak de grot in. Wiske wordt nieuwsgierig en opent de val. Enorme krabben vallen de kinderen aan, maar de dieren vluchten voor een aardbeving. Hierdoor is ook de ingang ingestort, waardoor ze naar een andere uitgang zoeken en de bronzen poort vinden, waarbij een geraamte van een voorhistorisch monster ligt. Het Rode Masker vindt de boot van Brocca. De boot is leeg, maar vervolgens ziet hij een duikboot onderduiken. Ondertussen is de bevolking in oproer gekomen vanwege de vreemde aardschokken. Suske en Wiske vinden vlees in de zakken en verstoppen zich achter de watermolen die door een mechanisme stil staat, omdat de boeven de grot in zijn gekomen. Brocca draait de sleutel in het slot van de bronzen poort en de watermolen begint te draaien, waardoor de deur zich opent. De prins is terug en houdt een vergadering in de troonzaal, waarop hij de bewoners laat evacueren naar San Marco en Lambik naar de grot stuurt. Lambik duikt met Het Rode Masker om de boeven proberen tegen te houden, maar dat mislukt. Suske en Wiske verstoppen zich onder kroos, waardoor de boef hen aanziet voor een monster en wegvlucht. Hij gooit echter nog wel een granaat de grot in. De vrienden kunnen net op tijd ontsnappen.
In de stad worden de boeven gevangen. Het Rode Masker blijkt inmiddels de prins zelf te zijn. Iedereen wordt geëvacueerd, terwijl de prins vertelt dat de Moren een brachiosaurus in een grot onder Mocano vonden die er was opgesloten door een aardverschuiving in de prehistorie en door de overvloed aan voedsel in slaap was gevallen. De Moren bleven het beest voederen. De prinselijke familie voedde het al de jaren nadat de Moren waren verjaagd, maar door de ontploffing werd het monster gewekt. De prins toont de volledige tekst op het schild van Rammelkhar die de boeven volledig verkeerd hadden geïnterpreteerd: Wanneer de bronzen poort draait op haar veren, kan goud noch macht het onheil weren.
Met een tank en vliegtuigen wordt de aanval ingezet, maar het monster lijkt onkwetsbaar door een kalklaag op zijn huid. Het monster wordt daarna het water in gedreven, en Prosper zorgt ervoor dat er springstof in de bek van het monster valt, dat vanaf de kant wordt ontstoken. De brachiosaurus wordt zodoende uitgeschakeld en verdwijnt in een draaikolk.
De vrienden krijgen een onderscheiding en ook Prosper krijgt een medaille. De boeven moeten voor straf lootjes verkopen voor de wederopbouw van de stad en alle bewoners helpen, zodat de toeristen snel weer terug kunnen komen om foto’s van de held Prosper te maken. De vrienden nemen veel souvenirs mee en gaan naar huis.

## Achtergronden bij het verhaal
- Prins René III van Mocano is een allusie op prins Reinier III van Monaco.
- Vandersteen was zelf ook een enthousiast diepzeeduiker.